# Smokvica (żupania zadarska)
Smokvica – wieś w Chorwacji, w żupanii zadarskiej, w mieście Pag. W 2011 roku liczyła 55 mieszkańców.